# 心學塾
心學塾（しんがくじゅく）は、大阪市北区に本社を置くスペックグループが主宰する私塾。2015年に開講。塾長を上村英樹が務める。

## 概要
大坂市北区でスタッフ派遣、コンサルティング事業や資格スクールなどを展開している株式会社スペックの私塾。2015年開講。参加者の幅は広く、年齢は10代 - 60代まで、受講生の職業も多種多様である。

## 開設者の想い
- 塾長は、『自分には老舗企業の社長など”師匠”と呼ぶ人がいる。その人たちから得たもの、そして自分が実践してきたことを関西の中小企業経営者に伝えることで繁栄してもらえればと開講した。自分がやってきたことを広く伝えて参考にしていただきたい[3]。
- リーダーは常に孤独だ。持論を展開し、現場の出来事に対処しなければならない。ただ社外に仲間がいると心強い。心學塾は激動の時代を生き抜く仲間づくりの場。未来の経営者は、生きていくうえで必要な知識を学んで、月に1回、業界の垣根を越えて未来を語り合ってほしい[4]。
- 塾に関わることによって、「仕事やプライベートを通じて”叶えたい夢を実現しよう、やりたいことをやろう”といった内容を盛り込むことにした」』と語る[2]。

## 講義内容
近現代の経営者や実業家の教え、歴史上の偉人の考え方などを取り込み、経営に生かせるよう、人の輪や心の大切さなどを理論的に説く。

## 参加者
- 参加者は、経営者などに加え法律家や医療関係者、企業の人事責任者など全国から経営者や政治家秘書ら50人以上にわたる。昨今では、前述の職種に加え、役者、ピアニスト、ヨガ講師、アイドルなども参加するユニークな学びのコミュニティーに育っている[2]。
- 中級で学ぶ経営者は「収益面でも人手の面でも受講前とはまったく違う。思考や行動が変わり、家庭でもよい変化が生まれた」という[3]。

## ゲスト講師
- ロナルド池尻…米国の政治家で弁護士[4]

## 企画（課外授業）
死ぬまでにやりたいことリスト
- スカイダイビング
- 絵画などの個展（グループ展）の開催
- 京セラドームで草野球